# 4287 Třísov
4287 Třísov là một tiểu hành tinh vành đai chính với chu kỳ quỹ đạo là 1198.1476637 ngày (4.28 năm).
Nó được phát hiện ngày 7 tháng 9 năm 1989 bởi Antonín Mrkos.